# Mithrodiidae
Famille
Les Mithrodiidae sont une famille d'étoiles de mer de l'ordre des Valvatida.

## Systématique
La famille des Mithrodiidae a été créée en 1878 par le zoologiste français Camille Viguier (d) (1850–1930).

## Description et caractéristiques
Ce sont de grosses étoiles charnues, et Thromidia gigas pourrait être l'étoile de mer la plus lourde connue (jusqu'à 6 kg).

## Liste des genres
Selon World Register of Marine Species (30 mai 2014) :
- genre Mithrodia Gray, 1840
  - Mithrodia bradleyi Verrill, 1870
  - Mithrodia clavigera (Lamarck, 1816)
  - Mithrodia fisheri Holly, 1932
- genre Thromidia Pope & Rowe, 1977
  - Thromidia brycei Marsh, 2009
  - Thromidia catalai Pope & Rowe, 1977
  - Thromidia gigas (Mortensen, 1935)
  - Thromidia seychellesensis Pope & Rowe, 1977

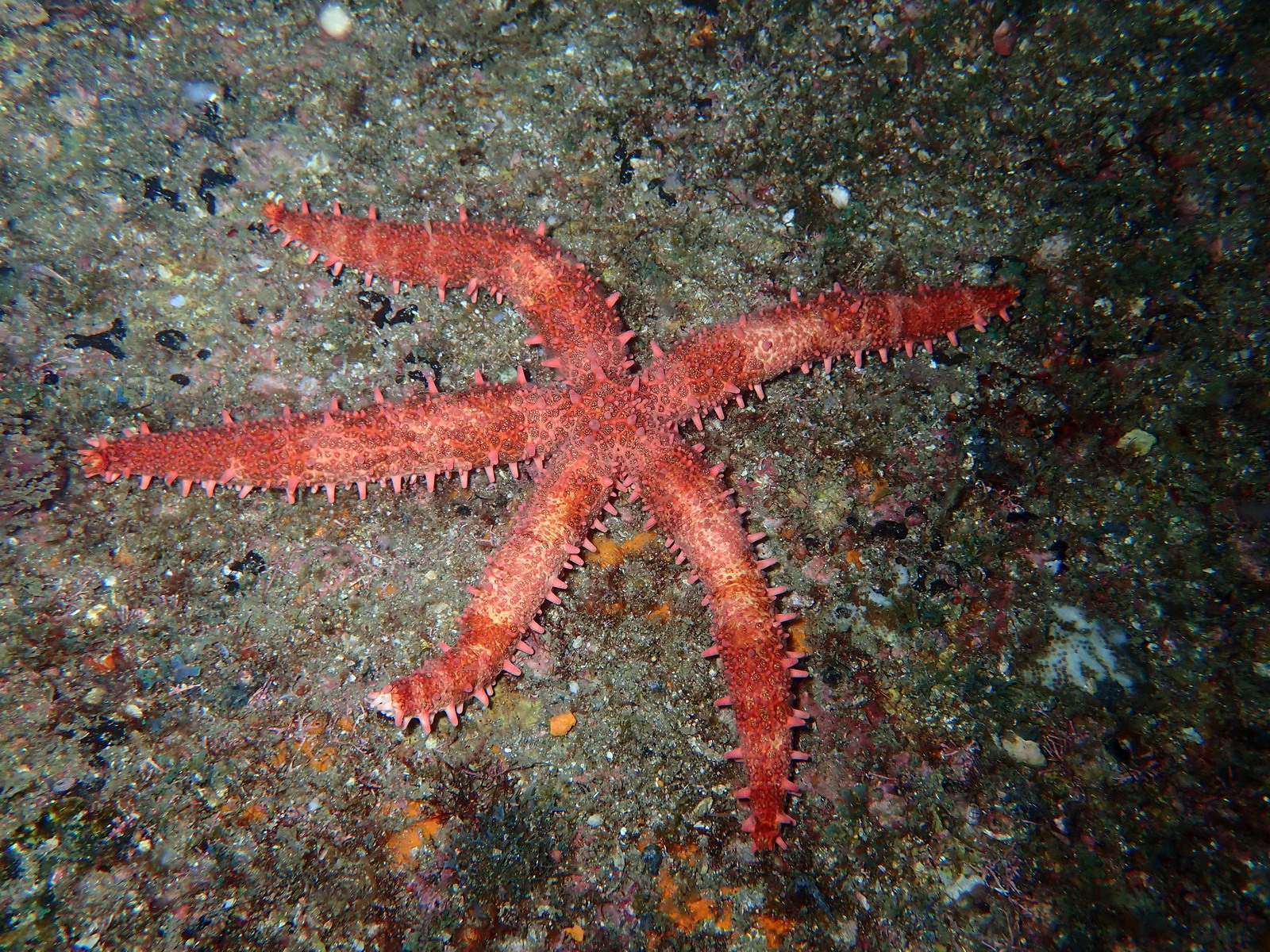
Mithrodia bradleyi
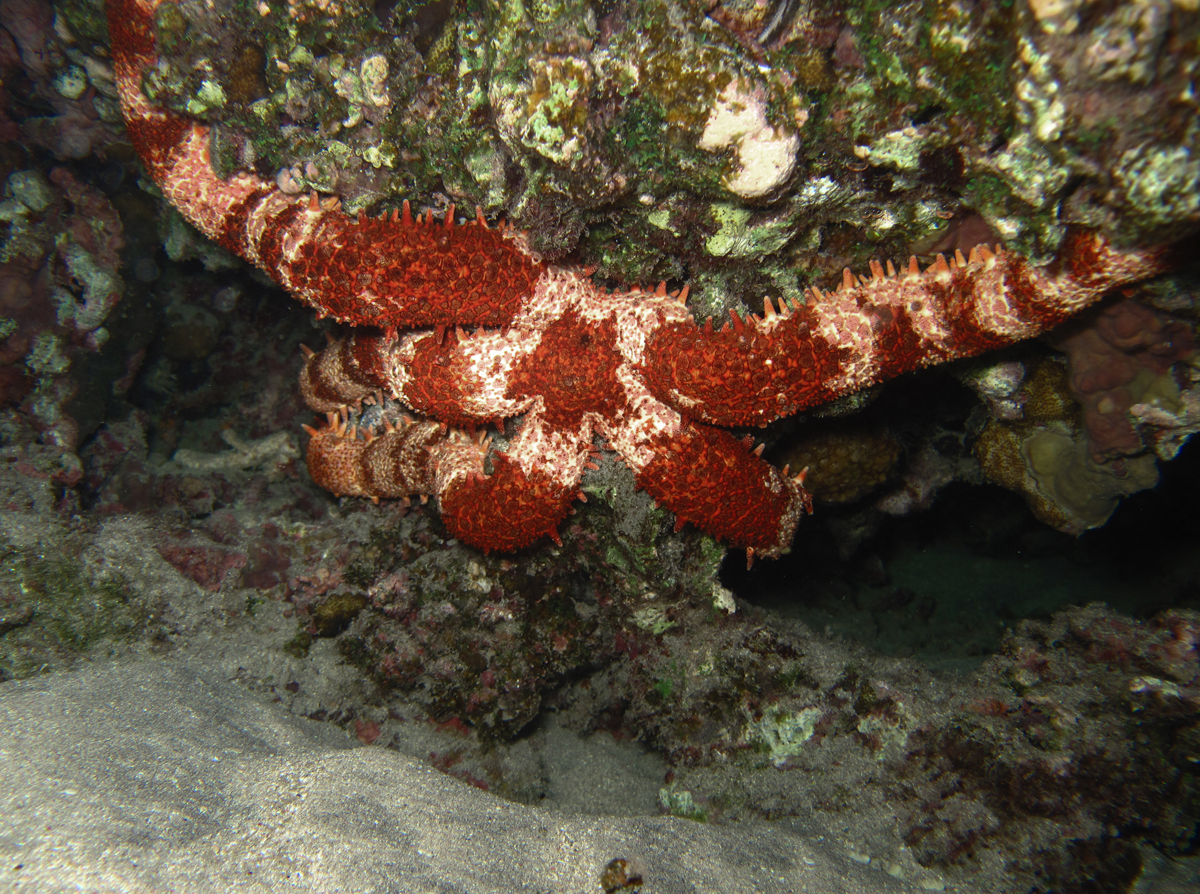
Mithrodia clavigera
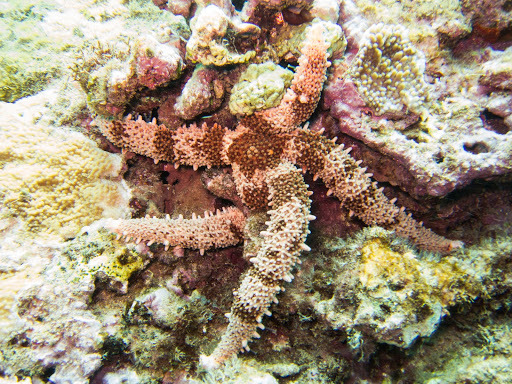
Mithrodia fisheri
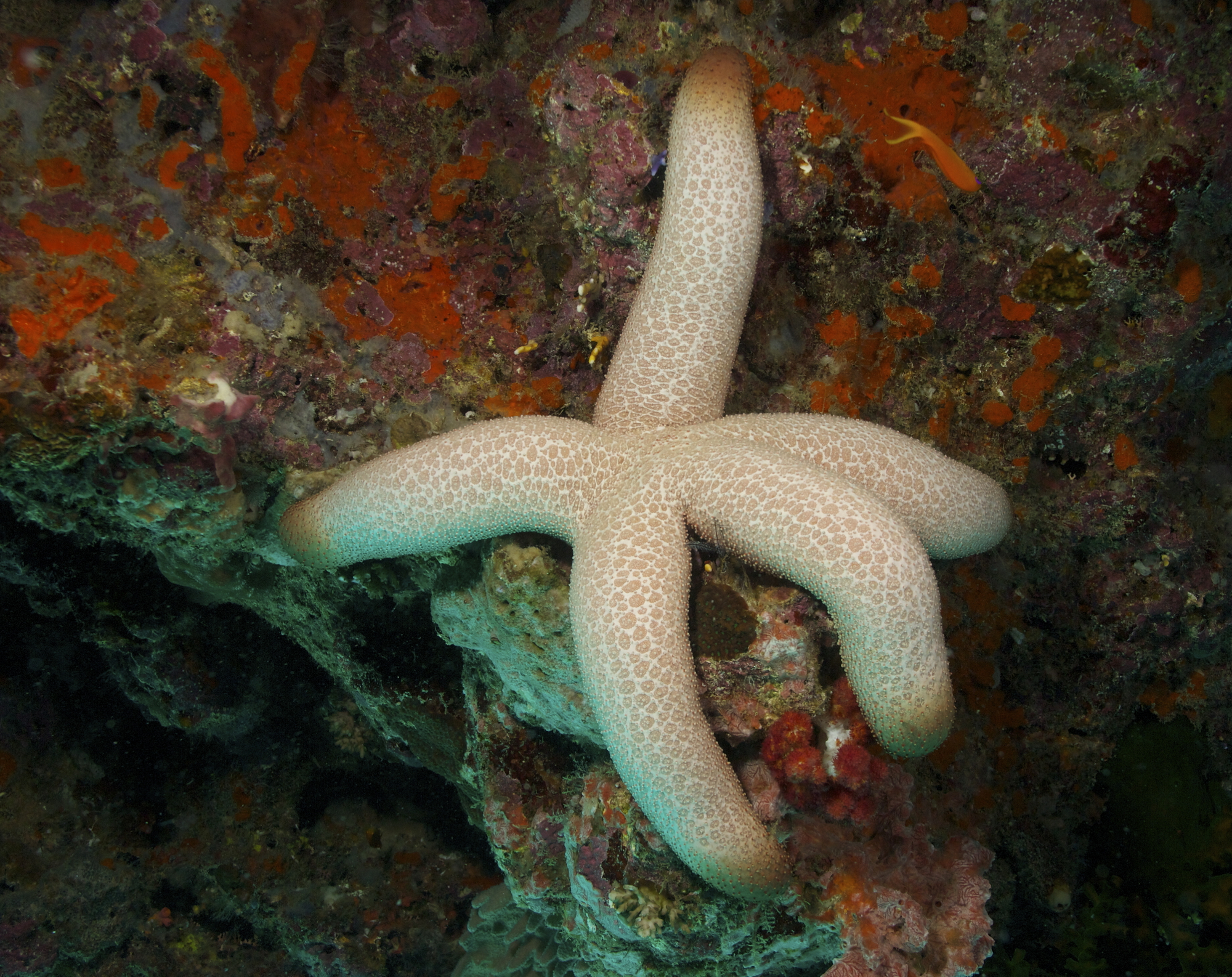
Thromidia catalai
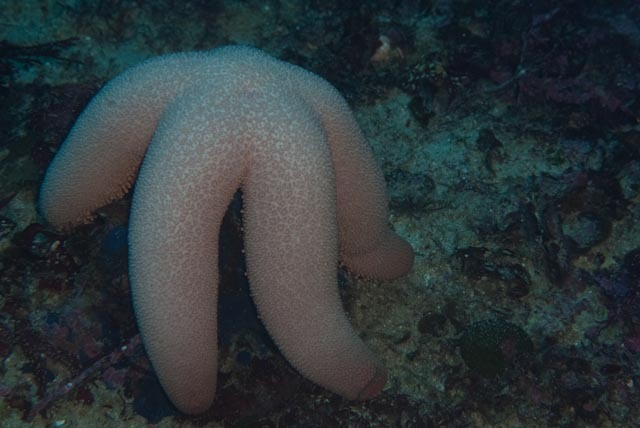
Thromidia gigas